# Epitoma rei militaris
Pour les articles homonymes, voir De re militari.
Epitoma institutorum rei militaris (« Traité de la chose militaire »), plus connu sous le titre abrégé de De re militari (« De la chose militaire »), est l'œuvre de Végèce (de son nom latin Publius Flavius Vegetius Renatus), un haut fonctionnaire du Bas-Empire romain, à la charnière des IVe et Ve siècles. Végèce n'est pas un militaire (il travaillait plus probablement pour les finances de l'Empire) et son ouvrage est une compilation des savoirs militaires romains mais également grecs, l'auteur ayant vraisemblablement lu tous les auteurs latins et grecs traitant du sujet. Il cite d'ailleurs Caton l'Ancien, Frontin, Cornelius Celsus, Paternus et les règlements militaires d'Auguste, Trajan et Hadrien.

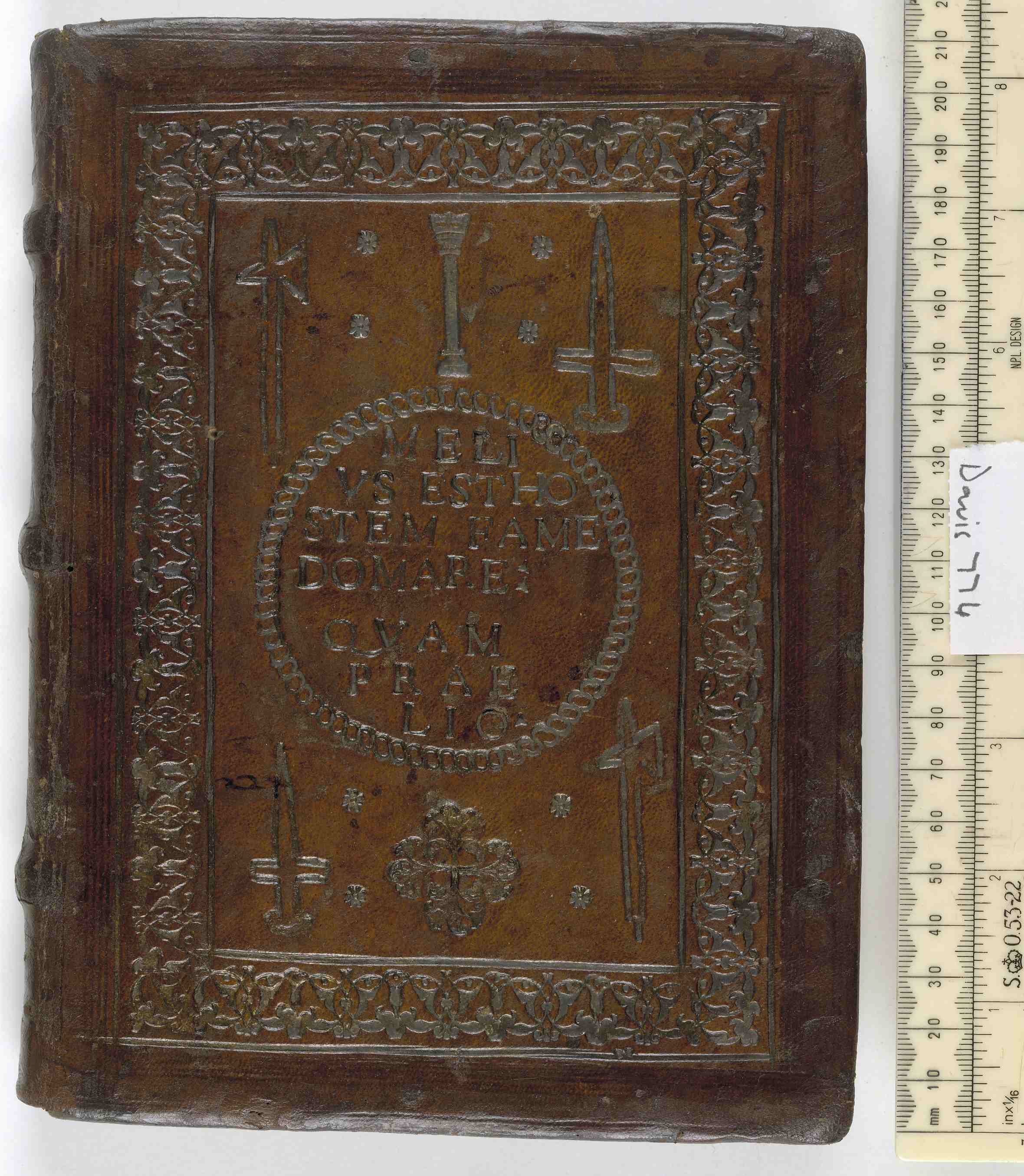
Exemplaire relié en maroquin de l'édition de 1494 du De re militari (collection de la British Library).

Même en faisant abstraction des différentes thèses sur la datation précise de l'ouvrage et sur l'empereur auquel il est destiné, il est acquis que la rédaction de l'ouvrage se situe dans une fourchette comprise entre l'an 390 au plus tôt et l'an 439 au plus tard.
Végèce a donc bien connu les dérives de l'armée romaine tardive qui mènent, en finale, à la chute de l'empire d'Occident en 476. Ces maux sont, pour l'essentiel, une formation des recrues inexistante, l'abandon des équipements défensifs tels que les casques et les cuirasses, la pauvreté des moyens pécuniaires et surtout l'enrôlement massif de Germains, soit à titre individuel, soit par bandes entières avec leurs propres chefs et leurs tactiques traditionnelles.
En prenant la plume (probablement à la demande de l'empereur), Végèce s'explique sur son but : « J'ai réuni les préceptes (...) dont une application consciencieuse peut faire revivre dans l'armée les merveilles de l'ancienne bravoure ». Le De re militari, composé de cinq livres, est donc un rapport décrivant en détail les moyens de rétablir la situation militaire par des mesures appropriées.
Végèce préconise des armées peu nombreuses, de l'ordre de deux légions renforcées d'éléments auxiliaires et composées de soldats « bien entraînés », « bien équipés » et « bien commandés ».

## Contenu du livre

### Bien entraînés...
C'est la matière du livre I et d'une partie du livre II. La recrue, choisie en fonction de ses capacités physiques et de son métier antérieur, subit une formation d'au moins quatre mois où rien ne lui est épargné : gymnastique, apprentissage de la natation, maniement des armes, marches d'exercice, les multiples aspects du montage des camps, etc. La prose de Végèce fourmille de détails pratiques — les armes d'entraînement, par exemple, doivent peser le double des vraies — avec des rappels fréquents sur l'utilité d'une telle formation :
- « Le savoir militaire alimente l'audace du soldat car nul n'appréhende d'exécuter ce qu'il connaît à fond » ;
- « C'est l'agilité, jointe à la connaissance de l'exercice, qui fait le guerrier modèle » ;
- « Un camp construit dans les règles est une forteresse mobile qui suit partout le soldat ».

### Bien équipés...
Il reste au légionnaire fortifié par son entraînement individuel à endosser le lourd équipement défensif et à acquérir des réflexes collectifs dans le cadre d'une cohorte : progression en milieu hostile, positions de bataille, tactiques propres aux différentes sortes de combattants, fantassins lourds, cavaliers, frondeurs, archers, etc.
- « Un vieux soldat qui n'a pas appris l'exercice est toujours une recrue » ;
- « c'est par la répétition continuelle que les combattants apprendront à garder leur rang et à ne point quitter leur enseigne dans les évolutions les plus embarrassées ».

Végèce ne néglige pas l'artillerie d'appui immédiat, destinée à compenser la légèreté des effectifs : une baliste par centurie, un onagre par cohorte. Il prévoit aussi un équipage de pont composé de barques reliées ensemble par un plancher et qui, démonté, est transporté par chariots. Avec ses artisans et son outillage de toutes sortes, la légion doit être autonome.

### Bien commandés
Le premier souci du général est de garder son armée en bonne forme par l'abondance du ravitaillement, le respect des règles d'hygiène et le meilleur confort possible :
- « La famine est un ennemi intérieur souvent plus dangereux que le fer » ;
- « C'est un grand point à la guerre que de faire en sorte que les vivres ne nous manquent pas mais manquent à l'ennemi » ;
- « Qu'on ne laisse point les hommes boire de l'eau corrompue » ;
- « Des soldats transis de froid ne sont propres à aucune expédition » ;
- « Un général doit vouer ses soins, je ne dis pas à l'ensemble de son armée, mais à chacun des individus qui la composent ».

Mais les qualités du chef idéal vont bien au-delà de ces considérations de bon sens. Il assurera le succès de ses entreprises par l'habileté que donnent l'expérience, la connaissance de la guerre et les inspirations du génie. Il devra, à tout moment, garder à l'esprit les forces en présence, leur composition, leur armement et leur valeur technique ; le terrain ; les vivres ; le caractère du général ennemi et de son entourage (possèdent-ils l'art de la guerre ou se battent-ils par routine ?) ; la valeur morale respective des combattants.

### Et en opérations...
C'est tout l'objet du livre III. Après avoir vérifié que ses troupes réagissent en bloc aux ordres par signaux ou sonneries et suivent chaque mouvement des enseignes, le général peut entamer la marche à l'ennemi. La progression doit être rapide quoique circonspecte, éclairée par une partie de la cavalerie tandis qu'une autre couvre la colonne sur ses flancs et ses arrières. Le secret est essentiel : « la route la plus sûre est celle que l'ennemi ne vous soupçonne pas de vouloir prendre ».
Tout aussi essentiel est de bien connaître l'armée adverse, ses points forts et ses faiblesses. Si le terrain lui est favorable, refuser le combat. Le harceler en chaque occasion propice : « il faut tenter tout ce qui serait peu nuisible en cas d'échec mais dont la réussite serait très avantageuse ». Ne jamais décider d'une bataille sans s'être assuré des bonnes dispositions de la troupe. Est-elle confiante ou craintive ? Se méfier des apparences : « si les nouveaux soldats sont seuls à vouloir combattre, ne vous fiez pas à ces gens sans expérience qui ne mesurent pas les conséquences de ce qu'ils demandent ; consultez les vétérans et diffèrez la bataille s'ils en craignent l'événement ». Si l'action est décidée, disposer ses troupes le dos au soleil, à la poussière et au vent.
On en arrive ainsi à l'ordre de bataille. Végèce préconise la légion traditionnelle de dix cohortes de 600 hommes, mais renforcée de 726 cavaliers, ce qui est une proportion plus forte que par le passé. À l'infanterie lourde, princes, hastaires, triaires, s'ajoutent les archers, les frondeurs, les lanceurs de dards et de balles de plomb qui combattent en avant, puis se replient derrière les cohortes immobiles et prêtes à recevoir le choc.
Végèce énumère sept différentes dispositions de l'armée avec une préférence marquée pour l'ordre oblique : l'aile droite, renforcée, cherche à enfoncer l'ennemi tandis que la gauche refuse le combat autant que possible et veille seulement à ne pas se laisser déborder.
Si la victoire se dessine, ne pas la pousser à l'extrême. Au contraire, il faut toujours ouvrir une porte à l'ennemi qui se retire : « une troupe enveloppée qui n'aperçoit aucune issue se porte communément à cet excès de valeur qui, seul, peut la sauver ».
Et s'il y a défaite, ce n'est point la fin de tout. Le général se repliera en bon ordre vers une position forte, ville ou simple éminence, tout en gardant sous le coude quelques unités encore assez pugnaces pour contre-attaquer, s'il se peut, un ennemi désorganisé par sa propre victoire : « rien ne ranime tant les vaincus et ces occasions ne vous manqueront pas car le succès rend le vainqueur présomptueux et négligent ».

### Maximes
Le chapitre 25 du livre III est constitué de 30 citations qui compteront pour beaucoup dans la réputation de Végèce.
Quelques exemples :
- « Plus vous aurez exercé et discipliné le soldat dans les quartiers, moins vous éprouverez de revers à la guerre » ;
- « Il n'y a pas de meilleur projet que celui dont on dérobe la connaissance à l'ennemi jusqu'au moment de l'exécution » ;
- « La même armée qui acquiert des forces dans l'exercice les perd dans l'inaction » ;
- « Il faut, en garnison, contenir le soldat par la crainte et les punitions ; en campagne, l'exciter par l'espoir du butin et des récompenses » ;
- « Il y a plus de science à réduire l'ennemi par la faim que par le fer » ;
- « Des manœuvres toujours nouvelles rendent un général redoutable à l'ennemi ; une conduite trop uniforme le fait mépriser ».

La célèbre formule Si vis pacem, para bellum (« Si tu veux la paix, prépare la guerre ») n'a pas été rédigée par Végèce en ces termes. Dans le prologue du livre III, il insiste sur la nécessité d'exercer les troupes en préalable aux hostilités et conclut : « ... qui désire la paix se prépare donc à la guerre », ce qu'un commentateur inconnu a modifié en une formule percutante qu'il laissa au crédit de l'auteur. Ce plagiat à l'envers connaîtra une fortune distincte du De re militari au point de rejoindre le corpus des dictons populaires.

### Transition vers des chapitres plus descriptifs
Comme l'a souligné le chevalier de Folard, cité plus loin, la fin du livre III marque un changement dans l'esprit du De re militari. Jusque-là, Végèce avait pointé différents problèmes et proposé ses solutions. Mais pour fournir un traité complet, il est obligé d'aborder la guerre de sièges et les opérations navales qui offrent, toutes deux, une situation satisfaisante. En effet, les Barbares de son époque n'entendent rien à la poliorcétique et comme il le précise lui-même dans l'avant-propos du Livre V : la mer est pacifiée depuis longtemps.
Végèce adopte donc une position beaucoup plus descriptive qui n'a pas dû apprendre grand-chose à ses contemporains mais qui a, en revanche, passionné le Moyen Âge dont on connaît le goût pour les châteaux forts et les tactiques qui s'y rapportent.

### Techniques de siège (livre IV)
Végèce commence par la description d'une place-forte bien conçue, avec des murs renforcés de tours, des portes cloutées, des herses, des fossés larges et profonds, inondés de préférence.
Si un siège s'annonce, il faut accumuler un maximum de vivres, tant pour les hommes que pour les animaux et détruire ce qu'on doit abandonner pour que l'ennemi n'en profite pas. Il y a également lieu de constituer des réserves en matériel de tout ordre pour confectionner des armes, pourvoir aux réparations des dégâts provoqués par l'ennemi et assurer l'entretien des catapultes, qui usent beaucoup de cordes et de cuir.
Et toujours, chez Végèce, la formule qui fait mouche : insistant sur la nécessité d'instaurer le rationnement des vivres dès le premier jour, il explique : "une ville où l'on observe la sobriété au milieu de l'abondance ne ressent jamais la famine".
Passant ensuite dans l'autre camp, l'auteur prodigue ses conseils à l'assaillant.
Après avoir estimé la hauteur des murs d'après leur ombre, il lancera la fabrication des échelles et des machines. Sont tour à tour décrits la tortue, qui est un bélier couvert ; le mantelet, galerie destinée aux sapeurs qui entament les murs ; la guérite, grand bouclier munis de roulettes à l'usage des archers : enfin, la tour d'assaut, forte charpente montée sur roues et recouverte de cuirs humides, comportant trois étages. Le premier abrite un bélier frappant le mur en son milieu ; le second un pont-levis pour accéder au sommet du mur ; le troisième, enfin, reçoit archers et lanceurs de dards qui domineront les défenseurs.
L'engin est si redoutable que Végèce s'empresse de décrire les moyens de s'y opposer par l'usage de projectiles incendiaires ou par des travaux de mine.
À cet arsenal, les assiégés opposent le leur : balistes, catapultes, scorpions et diverses sortes de frondes sans compter un large éventail d'objets pesants prêts à être lâchés du haut des murs.
Mais cet aspect purement technique ne doit pas occulter les ruses et tactiques inhérentes à la guerre. Il faut savoir observer l'ennemi, noter ses négligences, connaître ses habitudes - les heures des repas, par exemple - afin de pouvoir frapper au moment où il s'y attend le moins. Ainsi les assiégés pourront-ils mener de fructueuses sorties et peut-être brûler le matériel ennemi. L'assaillant, de son côté, peut faire preuve de molesse apparente, espacer ses attaques, laisser la place s'endormir dans une fausse tranquillité, puis frapper comme la foudre. Il peut aussi feindre d'être obligé de se retirer, replier ostensiblement son camp pour, ensuite, mener une attaque en profitant d'une nuit sans lune.
Aux assiégés de prévenir ces dangers en ne relâchant point leur attention et en faisant coucher des chiens, voire des oies - comme celles du Capitole - sur les chemins de ronde et dans les tours.
Et si, au plus fort d'un assaut, quelques ennemis parviennent à se glisser dans la ville, les défenseurs ne doivent surtout abandonner ni murs, ni tours, ni postes élevés pour autant. Ce sera aux habitants d'accabler les intrus du haut des toits à coups de pierres et de tuiles. Mais attention, précise Végèce, "si l'ennemi, ainsi pressé, soutient fermement tant de coups, vous devrez lui ménager une retraite en ouvrant une porte de crainte que la perspective inéluctable de vaincre ou de mourir ne le porte à un excès de valeur qui vous serait funeste".
L'auteur conclut le livre IV en insistant sur un point déjà traité, mais qu'il juge essentiel, à savoir que : "je ne puis trop recommander aux assiégés de ne rien épargner pour éviter la disette de vivres et d'eau qui, à terme, est un mal sans remède".

### Guerre navale (livre V)
Le désintérêt de Végèce pour ce sujet est manifeste : « il ne me reste plus qu'à traiter des combats maritimes mais j'en dirai peu de choses parce que la mer est pacifiée depuis longtemps et que l'on n'est plus en guerre aujourd'hui qu'avec les peuples barbares du continent. ». Il s'en tient donc aux généralités et commence par un historique rappelant que les Romains ont toujours eu une flotte militaire bien équipée, répartie en deux escadres, l’une à Ravenne et l’autre à Misène, chacune dotée d’une légion, capables d’intervenir sur toute la Méditerranée. Chaque escadre était commandée par un préfet assisté de tribuns de cohortes, tandis que les liburnes étaient commandés par des navarques.
Les liburnes, depuis la bataille d'Actium, sont le modèle standard utilisé par les Romains. Végèce donne sommairement les principes de construction des liburnes et de la coupe des bois. Les liburnes ont de un à cinq bancs de rameurs. Des navires légers de vingt rameurs les pilotent et servent à la reconnaissance navale : ils sont camouflés (littéralement picati ou « peints ») en couleur vert océan.
Végèce évoque les noms grecs et latins des douze vents marins connus. Connaître le régime des vents permet d’éviter les tempêtes et les mois de navigation. Végèce donne les signes avant-coureurs des tempêtes : l’observation des étoiles et de la Lune est recommandée. Il évoque d’après les Géorgiques de Virgile et les livres de Varron les autres signes annonciateurs : l’air, les nuages, les animaux.
Le flux et le reflux sont des éléments qui aident ou desservent les navires et qui doivent être envisagés avant l’action. La connaissance des lieux, l’observation assidue par des vigies et la force musculaire des rameurs confèrent aux navires leurs yeux et leur bras. La victoire dépend de l’habileté manœuvrière du timonier et des bras des rameurs.
Les vaisseaux sont dotées d'une large artillerie névrobalistique, catapultes et balistes. Végèce envisage le combat naval comme un échange de projectiles divers, de préférence enflammés, comme des flèches creuses bourrées de soufre et de pois, voire de simples fagots. Sur ces vaisseaux de bois, le feu est naturellement le premier ennemi à combattre. La conclusion de l'engagement est le plus souvent l'abordage.
À ce propos, le port d'une lourde armure complète, éternel sujet de contestation dans l'armée de terre, n'en est pas un dans la marine, l'infanterie embarquée n’ayant pas à se mouvoir. Des tours peuvent garnir les vaisseaux et toutes sortes de crocs, d’armes de jet, de pièces d’artillerie, de substances incendiaires.
Le quinzième et dernier chapitre est consacré aux manœuvres navales : embuscade, ordre de bataille en croissant pour envelopper l’adversaire, pousser l’ennemi vers les côtes pour limiter son élan et sa marge d’action, techniques d'abordage avec utilisation d’une poutre ferrée, sorte de bélier marin pour trouer le pont, de faux pour couper les cordages et de haches à double tranchant pour le même usage.
C'est dans les dernières lignes que l'on ressent combien l'auteur éprouvait peu d'intérêt pour ce chapitre, qu'il a dû rédiger comme un pensum. Alors qu'il pensait en avoir terminé, peut-être réalisa-t-il soudain qu'il avait omis la marine fluviale. Une certaine lassitude aurait-elle joué ? Toujours est-il que Végèce, d'ordinaire si incisif dans ses critiques, si pertinent dans ses commentaires, si complet dans ses développements, traça d'un seul jet cette simple phrase : « Quant aux bâtiments qui croisent sur le Danube, je m'abstiens d'en parler ; ... les leçons d'une pratique journalière en apprennent plus que tous les développements de la science ».

## Un ouvrage essentiel depuis le Moyen Âge

### Éditions et lecteurs notoires
Le De re militari était, à l'origine, un rapport adressé à l'empereur à sa demande sur les moyens d'enrayer la décadence de l'Occident romain. Pour Végèce, la solution passait par un retour aux usages militaires anciens.
Sur ce plan, son ouvrage est un échec puisque le pouvoir n'y donnera (ou ne pourra y donner) aucune suite.
Mais il avait le mérite de concentrer en un manuel pratique l'ensemble de la pensée stratégique romaine, d'où un succès immédiat et durable jusqu'à nos jours. Il figure encore aujourd'hui au programme des académies militaires.
Dès 439, le poète d'origine franque Flavius Mérobaude s'en sert, sans le citer, pour composer le panégyrique d'Aétius. L'ouvrage est cité une première fois en 450, par un compilateur nommé Flavius Eutropius, de Constantinople. Il figure en bonne place dans la littérature militaire byzantine mais le Moyen Âge occidental l'a également conservé comme une sorte d'idéal en un temps où la tactique ne connaissait que le choc frontal et où l'art militaire se réduisait aux seuls préparatifs matériels, comme chez Raymond Lulle qui, en 1296, classe celui-ci à l'instar de la métallurgie, du bâtiment et du commerce dans son Arbor scientiae.
Du Ve au XVe siècle, Végèce est l'oracle militaire de l'Occident, compilé, amalgamé aux ouvrages politiques et aux encyclopédies. Dépassant même le cadre guerrier, Végèce influence la pensée religieuse et figure à ce titre dans la somme théologique de saint Thomas d'Aquin.
Toujours largement répandu dans sa version latine, le De re militari est traduit à maintes reprises en français, notamment par Jean de Meung, Jean de Vignay et, en 1488, Antoine Vérard. L'une des deux premières traductions est utilisée en 1410 par Christine de Pizan pour écrire le Livre des faits d'armes et de chevalerie. En Allemagne, le traité, moins répandu, est cependant évoqué par Konrad Kyeser au début du XVe siècle.
L'un des écrivains liés au traité divise les philologues. Il s'agit de Modestus Tacitus qui écrivit un bref Précis des termes de la milice, sur le service militaire et la discipline des soldats, ressemblant fortement au Epitoma rei militaris, et dédicacé à l'empereur Tacite, un siècle antérieur à Végèce. Plusieurs savants supposent qu'il s'agit d'un faux du Moyen Âge, de Pomponius Laetus ou de son entourage, copié sur Végèce.
Sa première version imprimée sort à Utrecht dès 1475.
Il conserve son aura dans le bouillonnement d'idées de la Renaissance. La question est alors de savoir dans quelle mesure les armes nouvelles, canons et arquebuses, affectent les principes émis par Végèce.
Ce débat passionne particulièrement les Italiens avec Antonio Cornazzano (1430-1484) et Machiavel (1469-1528) qui oppose Végèce (qu'il ne cite pas) aux « modernes » pour conclure que les usages anciens demeurent en grande partie valables. Plus au Nord, mentionnons Philippe de Clèves, seigneur de Ravenstein (1456-1528). Son Instruction de toutes manières de guerroyer, tant par terre que par mer (composé en 1516) se montre critique sur certains points précis, notamment la nécessité exprimée par Végèce de se placer le dos au Soleil et à la poussière. Pour Clèves, c'est source de complications inutiles. Toutefois, il exerçait ses talents de chef de guerre professionnel dans les boues et sous les pluies des Flandres.
L'admiration pour le De re militari reste bien ancrée dans les sphères militaires. De Guillaume le Taciturne à Frédéric II de Prusse, tous les grands chefs européens en ont fait leur livre de chevet. Le maréchal Maurice de Saxe (1696-1750) s'en inspire pour rédiger ses Rêveries sur l'art de la guerre.
Dans l'introduction à sa traduction nouvelle de Végèce de 1885, le chevalier de Bongars mentionne les avis du maréchal Raimundo Montecuculli et de Jean-Charles de Folard. Le premier (1609-1680) écrivit ses Principes de l'art de la guerre après avoir fait carrière dans les armées impériales contre les Français et s'être régulièrement opposé à Turenne. Il note : « Qui serait assez fou pour hasarder une bataille avec des troupes ni disciplinées ni aguerries ? En tout cas ni Scipion, ni Sempronius, ni Végèce. ».
Le second (1669-1752) est particulièrement enthousiaste. Il écrit, dans le Traité de l'attaque des places et évoquant le De re militari : « Je ne vois rien de plus instructif : cela va jusqu'au merveilleux dans les trois premiers livres ». Pourtant, Folard est un auteur militaire particulièrement dur avec ses confrères. Dans un autre ouvrage, il ironise entre autres sur Machiavel « qui s'est mêlé d'écrire un traité de l'art de la guerre. Ce qui est plaisant, c'est qu'il ne vaut rien, quoiqu'il l'ait presque copié d'après Végèce ». Et il conclut une page plus loin : « Hors l'excellent traité de Végèce et celui de Montecuculli, tout le reste est peu de choses ».
Le maréchal prince de Ligne s'extasie en 1805 : « Un dieu, dit Végèce, a inventé la légion et moi je dis qu'un dieu inspira Végèce ».

### Éditions en ligne
- (la) De re militari libri quatuor Numérisation cnum.cnam
- (fr) Traité de l'art militaire [« Epitoma rei militaris »]  (trad. Victor Develay), J. Corréard, 1859, 233 p. (lire en ligne)